# Niemojów
Niemojów (deutsch Marienthal) ist ein Dorf im Süden des Powiat Kłodzki in der Woiwodschaft Niederschlesien in Polen. Es gehört zur Stadt- und Landgemeinde Międzylesie (Mittelwalde), von deren Hauptort Międzylesie es acht Kilometer westlich entfernt ist.

## Geographie
Niemojów liegt zwischen dem Habelschwerdter Gebirge und dem Adlergebirge im unteren Tal der Erlitz, die hier die Grenze zu Tschechien bildet. Nachbarorte sind Vrchní Orlice (Hohenerlitz) im Norden, Różanka (Rosenthal) im Nordosten, Lesica (Freiwalde) und Graniczki (Grenzendorf) im Südosten, Bartošovice v Orlických horách (Batzdorf) im Süden und Údoličko (Liebenthal) im Nordwesten. Nördlich liegt der 891 m hohe Czerniec (Schwarzer Berg).

## Geschichte

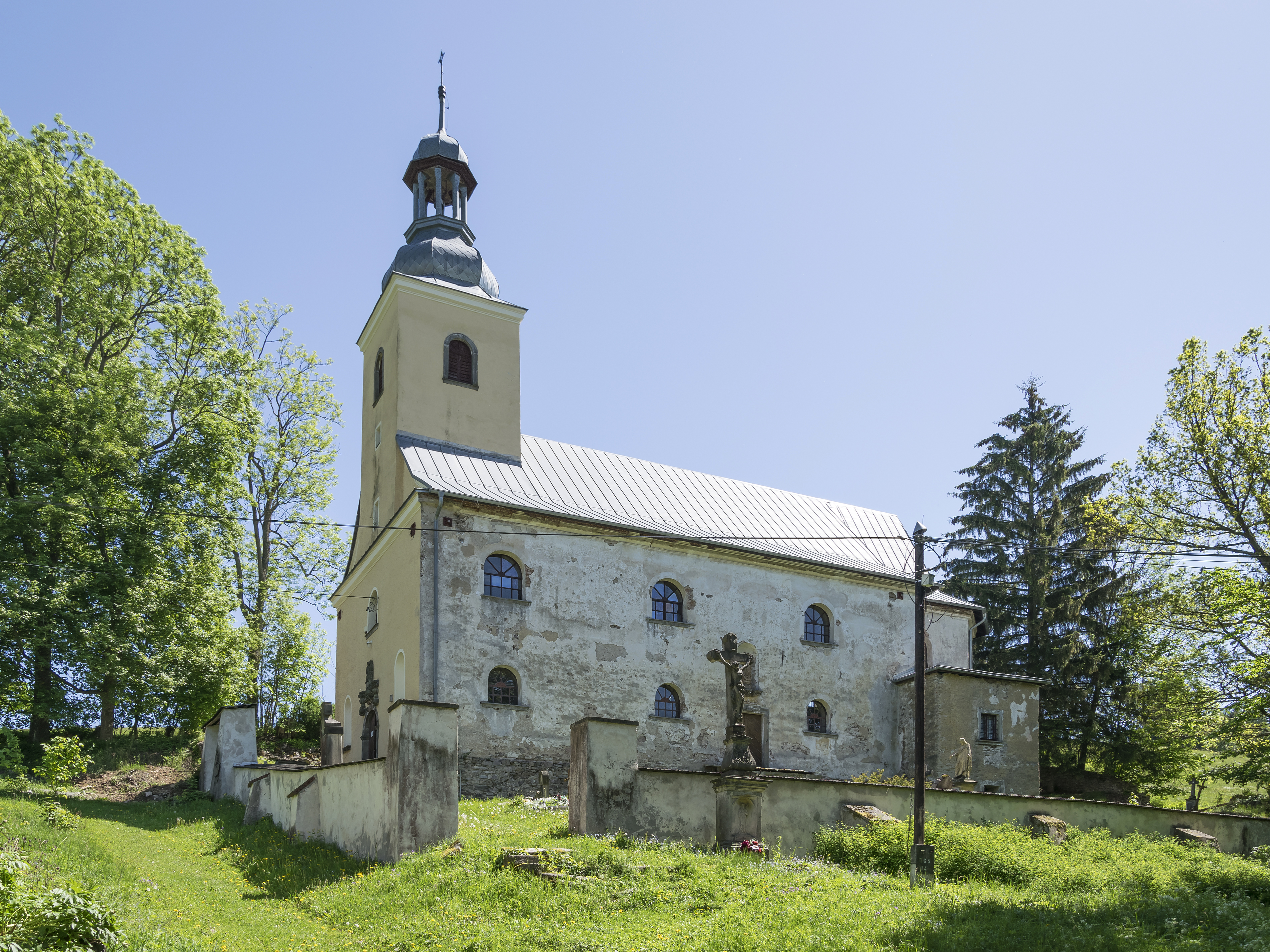
Kirche Mariä Heimsuchung

Marienthal wurde 1570–1578 zusammen mit den benachbarten Ortschaften Freiwalde und Stuhlseiffen auf königlichem Grund von Leonhard von Veldhammer (auch Feldhammer, † 1583), dem Oberwaldmeister der Grafschaft Glatz, vermessen und angelegt und war im Besitz der Böhmischen Kammer. Erst 1586 konnte ein seit 40 Jahren andauernder Rechtsstreit zwischen dem böhmischen Landesherrn Rudolf II. und Nikolaus von Bubna beigelegt werden, bei dem es um den Grenzverlauf im Gebiet von Marienthal zwischen der Herrschaft Senftenberg und der Grafschaft Glatz ging. 1579 wurde die Kirche „Mariä Heimsuchung“ erbaut, die zunächst eine Filialkirche von Böhmisch Petersdorf war und 1624 der Pfarrei Ebersdorf zugewiesen wurde. Nach Errichtung der Pfarrei Rosenthal 1665 wurde sie dorthin umgewidmet.
Im Dreißigjährigen Krieg errichtete am 25. Februar 1647 der kaiserliche General Ernesto Montecuccoli für sein Heer, das nach Schlesien marschierte, in Marienthal sein Hauptquartier. Zusammen mit anderen Kammerdörfern im Glatzer Distrikt Habelschwerdt erwarb Marienthal 1684 der Glatzer Landeshauptmann Michael Wenzel von Althann, der aus den neu erworbenen Dorfschaften die Herrschaft Schnallenstein bildete, deren Hauptort Rosenthal war, so dass sie auch als „Herrschaft Rosenthal“ bezeichnet wurde. Das um 1570 gegründete Marienthaler Freirichtergut blieb weiterhin selbständig. Mit Genehmigung des Prager Konsistoriums wurde an der Stelle der Holzkirche 1713–1716 ein neues Gotteshaus aus Stein errichtet. Den Hauptaltar stiftete der Freirichter Franz Beschorner.
Nach dem Ersten Schlesischen Krieg 1742 und endgültig mit dem Hubertusburger Frieden 1763 fiel Marienthal zusammen mit der Grafschaft Glatz an Preußen. Nach der Neugliederung Preußens gehörte es ab 1815 zur Provinz Schlesien und war zunächst dem Landkreis Glatz eingegliedert. 1818 erfolgte die Umgliederung in den Landkreis Habelschwerdt, mit dem es bis 1945 verbunden blieb.  Ende des 19. Jahrhunderts entwickelte sich Marienthal zu einem beliebten Erholungsort. Wegen der günstigen Schneeverhältnisse wurde hier 1908 der erste Wintersportverein des Glatzer Landes gegründet. 1939 wurden 404 Einwohner gezählt.
Als Folge des Zweiten Weltkriegs fiel Marienthal 1945 wie fast ganz Schlesien an Polen und wurde in Niemojów umbenannt. Die deutsche Bevölkerung wurde vertrieben. Die neuen Bewohner waren zum Teil Heimatvertriebene aus Ostpolen, das an die Sowjetunion gefallen war. Wegen der abgelegenen Grenzlage verließen zahlreiche Bewohner in den 1960er Jahren Niemojów, das nunmehr weitgehend entvölkert ist. 1975–1998 gehörte Niemojów zur Woiwodschaft Wałbrzych.

## Sehenswürdigkeiten
- Die an der Stelle des Vorgängerbaus aus dem Jahre 1579 in den Jahren 1713–1716 errichtete Filialkirche „Mariä Heimsuchung“ besitzt einen barocken Hochaltar, dessen oberer Teil „Christuskind im Strahlenkranz von Engeln umgeben“ unverändert erhalten ist. Die Seitenaltäre der hll. Anna und Franz-Xaver wurden um 1730 geschaffen. Die Kanzel ist mit Figuren der Kirchenväter und dem Guten Hirten verziert. An der Außenmauer befinden sich fünf Renaissance-Epitaphien, das älteste stammt aus dem Jahre 1583. Sie stellen die Marienthaler Freirichter sowie den Ortsgründer Leonhard von Veldhammer dar. Die auf einem gemeinsamen Sockel stehenden Figuren der hll. Maria und Joseph sind von 1720. Die Kirche befindet sich in einem schlechten baulichen Zustand.
- Die unweit der Kirche gelegene Ruine der Freirichterei war ursprünglich eine große Anlage mit einer umlaufenden Galerie. 1727 wurde sie vom Freirichter Nikolaus Franz Ruprecht an der Außenseite um die Laubengänge erweitert. Am Eingangstor befand sich eine Rokoko-Kartusche, die 1764 geschaffen wurde.
- Auf dem Weg nach Freiwalde stehen Bildstöcke mit den Figuren der hll. Johannes und Paulus in römischer Rüstung von 1777.

## Söhne und Töchter des Ortes
- Joseph Latzel (1764–1827), schlesischer Komponist